# Ingrid Schöier
Ingrid Tosca Elisabet Schöier, ursprungligen Norén, född 18 oktober 1921 i Göteborg, död 16 augusti 2017, var en svensk författare, litteraturkritiker och litteraturvetare. 

## Biografi
Ingrid Schöier blev fil. mag. vid Göteborgs högskola 1947. Hon var kåsör och litteraturkritiker i Göteborgs Handels- och sjöfartstidning 1953–1963 och i Västerbottens-Kuriren 1978–1986. Hon medverkade med ett flertal artiklar i Kulturens Värld 1986–1999 och var 1964–1999 knuten till Svenska Dagbladets kulturredaktion som litteraturkritiker och skribent. Åren 1979–1985 var Schöier ledamot av styrelsen för Statens Konstmuseer. Hon översatte ett trettiotal böcker från engelska, tyska, danska och norska. Bland dessa märks översättningarna av Coretta Scott Kings My Life With Martin Luther King Jr. (Mitt liv med Martin Luther King, 1969) och Daniel Berrigans The Dark Night of Resistance (Motståndets dunkla natt, 1972).
Hon disputerade 1981 vid Stockholms universitet på en doktorsavhandling om Pär Lagerkvist. Svenska Akademien tilldelade 1996 Schöier Birger Schöldströms pris för hennes insatser inom litteratur- och personhistorisk forskning. Hon var från 1949 gift med chefredaktören Bengt Schöier (1923–2012).